# Kim Ye-won (artista)
Kim Ye-won (hangul: 김예원; hanja: Gim Ye-won; rr: Kim Ye-wǒn; nascida em 5 de dezembro de 1989) é uma atriz e cantora sul-coreana. Ela estreou como integrante do grupo feminino Jewelry em 2011. Ao lado de sua carreira como cantora, ela também fez diversas aparições em dramas e shows de variedades. Em 2015, foi anunciado o fim de Jewelry, então entrou para a quinta temporada do programa We Got Married, tendo o cantor Henry Lau como parceiro. Foi confirmado que seu contrato com a Star Empire Entertainment iria expirar em outubro de 2016. Mais tarde, ela assinou com a Jellyfish Entertainment..

## Filmografia

### Filmes
| Ano  | Título                | Papel | Notas            |
| ---- | --------------------- | ----- | ---------------- |
| 2013 | Gladiators of Rome 3D | Diana | Dublagem coreana |

### Dramas
| Ano  | Título                                       | Emissora | Papel                               | Notas                     |
| ---- | -------------------------------------------- | -------- | ----------------------------------- | ------------------------- |
| 2011 | Oh My God                                    | SBS Plus | Kim Ye-won                          |                           |
| 2012 | Oh My God - Season 2                         | SBS E    | Kim Ye-won                          |                           |
| 2012 | Standby                                      | MBC      | Kim Ye-won                          |                           |
| 2012 | Reply 1997                                   | tvN      | Sung Song-joo                       | Cameo / Episódios 3-4 e 9 |
| 2013 | The Clinic for Married Couples: Love and War | KBS2     | Yoo Eun-chae                        | Episódios62 "Fair Love"   |
| 2013 | Pure Love                                    | KBS2     | PE trainee teacher                  | Cameo                     |
| 2013 | Miss Korea                                   | MBC      | Lee Young-sun                       |                           |
| 2014 | Hotel King                                   | MBC      | Yoon Da-jung                        |                           |
| 2014 | Plus Nine Boys                               | tvN      | Apresentadora                       | Cameo / Episódio 1        |
| 2018 | Oh, It's Not Sneaky                          | Naver TV | Ah Reum                             |                           |
| 2018 | Our Neighborhood                             | KBS W    |                                     |                           |
| 2018 | Fighter Choi Kang Soon                       | tvN      | Anggo                               |                           |
| 2018 | Useless Romance/ Let's Go, Ami               | Naver TV | Soldado de Primeira Classe          |                           |
| 2018 | What's Wrong with Secretary Kim?             | tvN      | Seol Ma Eum (Secretaria de Yoo Sik) |                           |

### Shows de variedades
| Ano       | Título                                                  | Emissora     | Papel            | Notas         |
| --------- | ------------------------------------------------------- | ------------ | ---------------- | ------------- |
| 2011      | Gourmet Road                                            | Y-Star       |                  |               |
| 2011      | Idol Chart Show                                         | Mnet         |                  |               |
| 2011      | Star King                                               | SBS          |                  |               |
| 2011      | Young Street                                            | SBS Power FM | DJ               |               |
| 2011      | Invincible Youth - Season 2                             | KBS2         | Membro do elenco |               |
| 2012-2013 | The Romantic & Idol - Season 2                          | tvN          |                  |               |
| 2013      | Awkward School                                          | Tooniverse   |                  |               |
| 2013      | Millionaire Game: My Turn                               | tvN          |                  |               |
| 2013      | Chuseok Special: Star Love Village                      | SBS          |                  |               |
| 2014      | A Celebrity Is Living in Our House                      | MBC Every 1  |                  |               |
| 2014      | Awkward School 2                                        | Tooniverse   |                  |               |
| 2014      | The Tree That Won't Fall Even If You Strike It 10 Times | XTM          |                  |               |
| 2015      | My House                                                | jTBC         | apresentadora    |               |
| 2015      | Three Wheels                                            | MBC          |                  |               |
| 2015      | Hiking with You                                         | Beyond Donga |                  |               |
| 2015      | We Got Married Season 4                                 | MBC          | Membro do elenco | com Henry Lau |
| 2016      | Saturday Night Live Korea                               | tvN          | Membro do elenco |               |
| 2018      | King of Mask Singer                                     | MBC          | Kim Ye-Won       | Ep. 153       |

## Discografia

### Colaborações
| Ano  | Canção                  | Artista                                                                       | Notas                             |
| ---- | ----------------------- | ----------------------------------------------------------------------------- | --------------------------------- |
| 2011 | "Bad Habits"            | Soul Dive feat. Yewon                                                         | Track 6 from EP Bad Habits        |
| 2011 | "I Can Only See You"    | Yewon and Hwang Kwanghee                                                      | Track 5 from Protect the Boss OST |
| 2011 | "5 Minute Standby"      | Jiggy Dogg feat. Yewon                                                        | Single                            |
| 2012 | "Destiny Love"          | Park Se-mi e Kim Ye-won                                                       | Standby OST Part 1 single         |
| 2016 | "Falling" (니가 내려와) | com Seo In-guk, VIXX, Gugudan, Park Yoon-ha, Park Jung-ah, Kim Gyu-sun, Jiyul | Jelly Christmas 2016              |